# Призендорф
Призендорф (нем. Priesendorf) — община  в Германии, в Республике Бавария.
Подчиняется административному округу Верхняя Франкония. Входит в состав района Бамберг. Подчиняется управлению Лисберг.  Население составляет 1546 человек (на 31 декабря 2010 года). Занимает площадь 8,35 км². Местные регистрационные номера транспортных средств (коды автомобильных номеров) (нем. Kraftfahrzeugkennzeichen) — BA.
Община подразделяется на 2 сельских округа.

## Население
По оценке на 31 декабря 2015 года население общины составляет 1505 чел.
| Дата      | 1840 | 1871 | 1900 | 1925 | 1939 | 1950 | 1961 | 1970 | 1987 | 2011 |
| --------- | ---- | ---- | ---- | ---- | ---- | ---- | ---- | ---- | ---- | ---- |
| Население | 531  | 677  | 690  | 778  | 823  | 978  | 933  | 1056 | 1240 | 1542 |

| Год       | 1960 | 1970 | 1980 | 1990 | 2000 | 2009 | 2010 | 2011 | 2012 | 2013 | 2014 | 2015 |
| --------- | ---- | ---- | ---- | ---- | ---- | ---- | ---- | ---- | ---- | ---- | ---- | ---- |
| Население | 964  | 1070 | 1197 | 1263 | 1469 | 1540 | 1546 | 1528 | 1512 | 1470 | 1485 | 1505 |